# L'Homme au gant
Ne doit pas être confondu avec Homme au gant et au col de fourrure ou Portrait d'homme au gant.
 (avril 2025).
Si vous disposez d'ouvrages ou d'articles de référence ou si vous connaissez des sites web de qualité traitant du thème abordé ici, merci de compléter l'article en donnant les références utiles à sa vérifiabilité et en les liant à la section « Notes et références ».
L’Homme au gant est un tableau du Titien, datant de la période de 1520 à 1523, conservé au musée du Louvre. La signature « Ticianvs f. » se présente   en cartellino sous la forme d’une incision taillée dans le bloc de marbre. Quoique toujours emblématique du style originel de Titien, cette œuvre est représentative de sa transition vers son style mûr.

## Histoire
Provenant de la galerie Gonzague de Mantoue, cette œuvre est passée, avec les pièces les plus précieuses, à Charles Ier d’Angleterre en 1627. Après l’exécution de ce roi, elle fut vendue aux enchères et achetée par le banquier Everhard Jabach, avant de passer au château de Versailles de Louis XIV, puis au Louvre en 1792.

## Identification
L’identité du modèle représenté demeure inconnue. Hourtiq a proposé d’identifier Girolamo Adorno, cité dans une lettre adressée par Pietro Aretino à Federico Gonzaga en 1527. Mayer, à qui l’on doit la datation la plus acceptée comme d’environ 1523, a parlé de Giambattista Malatesta, agent des Gonzague à Venise. Une autre hypothèse veut qu’il s’agisse de Ferrante Gonzaga, âgé de seize ans en 1523. Titien a peint un autre tableau ayant pour titre  Portrait d'homme, dit L'Homme au gant.  Appartenant d'abord au Louvre et ayant été déposé au palais Fesch, à Ajaccio, en 1956, celui-ci a des dimensions un peu moins grandes et, malgré quelques similitudes, comme le port du gant à la main gauche, ainsi que la couleur des vêtements, les deux hommes semblent appartenir à des mondes différents, de par les détails des casaques. Le visage de l'homme au deuxième tableau est plus illuminé et il regarde plutôt son peintre.

## Description
L’Homme au gant représente avec grande simplicité sur un fond sombre un jeune homme de la génération de la première moitié de la Renaissance. Son corps, en position centrale en  portrait aux genoux, tourné aux trois quarts vers la droite, fait face au spectateur tandis que le visage, tourné vers sa gauche, est alerte et concentré, mais sans émotion. Son regard fixe un point indéfini loin du spectateur. Ses cheveux sont coupés court et soigneusement peignés. Le modèle porte une ample casaque noire, couleur caractéristique des membres de l’aristocratie ou de la classe supérieure dans les villes du nord de l’Italie au XVIe siècle. La casaque laisse entrevoir une chemise blanche au col à godrons, qui illumine le visage, et aux poignets à volants qui font ressortir dans l’obscurité la couleur vive des mains, procédé caractéristique du Titien. Le bras gauche repose, par un bord du manteau, sur un bloc de marbre, donnant à la figure un ton délié et familier. La main gauche, gantée, tient un gant de peau droit ôté, accessoire des gentilshommes les plus raffinés de l’époque. L’index de la main droite porte une bague en or, symbole de richesse, qui, avec le collier orné d’un saphir et une perle, signale l’appartenance du modèle à une classe supérieure.

## Style
L’Homme au gant appartient au genre du portrait, dans lequel Titien a réussi à créer un nouveau type, où l’attention portée à l’expression du modèle a produit une profondeur psychologique, réussissant à transmettre la personnalité du modèle au moyen de l’observation attentive et de la reproduction du visage et des mains du personnage plutôt que par les attributs et les détails décoratifs. Le Titien a concentré son intérêt sur les deux éléments permettant d’apprécier la personnalité de son modèle : son regard et ses mains. Le regard de l’homme se dirige vers la droite, dans la même direction que celle indiquée par le doigt de sa main dégantée, geste donnant l’impression de la volonté déterminée du modèle.
Le début de barbe et la légère moustache typiques des adolescents témoignent discrètement de la jeunesse du modèle, dont le visage délicat et inquiet, le caractère réservé évitant le contact visuel avec le spectateur, sont autant d’éléments psychologiques qui transparaissent dans l’image. On relève l’influence de Giorgione dans le visage rêveur, et celle de Léonard de Vinci dans le réalisme des mains, dans lesquelles sont dépeints les tendons et les veines bleues. La représentation minutieuse des gants marron fait tomber le poids de la composition entièrement dans le côté inférieur droit de la peinture alors que la différence dans le maintien des mains, l’une soutenant l’habit tandis que l’autre pend nonchalamment, constitue peut-être également une allusion au caractère tantôt vigoureux, tantôt délicat du jeune homme. Le Titien a ainsi contribué au développement du portrait psychologique avec ce tableau qui marque également une évolution par rapport à son maître Giorgione, en éliminant des portraits le motif du parapet comme soutien aux modèles.

## Classification
L’Homme au gant est souvent cité comme exemple du développement du genre du portrait individuel. Titien a enveloppé le corps dans l’obscurité des vêtements, puis l’ensemble du corps et des vêtements eux-mêmes dans l’obscurité du fond de l’image de telle façon que toute l’attention se porte sur le visage. Le contraste entre le gant enfilé et le gant ôté donne une ambiance privée au portrait. Bien qu’il s’agisse certainement d’une œuvre de commande, le regard de biais confère également un aspect informel à ce portrait.

## Littérature
L'Homme au gant est le personnage éponyme du roman L'Homme au gant, d'Heliane Bernard et Christian Alexandre Faure, volume 2 de la saga historique Les Dents noires mettant en scène l'aventure de l'imprimerie et du livre à l'aube du XVIe siècle. En 1517, Iulio héros du roman, jeune compagnon imprimeur, sans fortune et sans nom, quitte Lyon pour Venise. C'est lui L'Homme au gant que, par un fabuleux hasard du destin, peindra le grand Titien. 
L'Homme au gant est aussi l'objet d'une fiction littéraire dans le roman de Metin Arditi, Le Turquetto. L'auteur imagine que ce tableau est peint par un juif turc exilé à Venise, prodige surnommé le Turquetto, et aurait été sauvé d'un autodafé par Titien qui y aurait complété de sa signature le T apposé par le véritable auteur. Le point de départ de l'histoire est une note au lecteur et un rapport fictif d'analyse du musée de Genève remettant en cause l'authenticité de la signature de Titien. 